# Trudności szkolne
Trudności szkolne (niepowodzenia szkolne) – sytuacje, w których zauważa się wyraźną rozbieżność między wymaganiami wychowawczymi i dydaktycznymi szkoły a zachowaniem uczniów oraz uzyskiwanymi przez nich wynikami nauczania.

## Czynniki wpływające na powstawanie trudności

### Czynniki społeczne i ekonomiczne rodziny
Bardzo trudno jest funkcjonować dziecku wychowującemu się w rodzinie patologicznej, gdzie niejednokrotnie samo doświadcza przemocy fizycznej lub słownej od najbliższych, czyli rodziców lub jest świadkiem takich sytuacji. Doznaje agresji od osób, które powinny zapewnić mu wspaniałe, spokojne dzieciństwo. Co za tym idzie ma zaburzone poczucie bezpieczeństwa. Zazwyczaj w takim środowisku występuje również zła sytuacja materialna, co dodatkowo utrudnia prawidłowy rozwój dziecka i zaspokajanie jego podstawowych potrzeb. Dotyczy to codziennego funkcjonowania, także posiłków, których czasem nie ma kto przygotować, co prowadzi do niedożywienia. Dziecko nie zawsze posiada swoje miejsce w domu i warunki, w których mogłoby spokojnie odrobić zadanie domowe i uczyć się czy bawić. W konsekwencji złe warunki materialne i brak troski ze strony najbliższych wpływają niekorzystnie na rozwój fizyczny i psychiczny dziecka, w tym również na rozwój umysłowy. Odbijają się one także ujemnie na stanie zdrowia dziecka. Wyraźnie obniżają ogólną aktywność poznawczą dziecka, między innymi jego aktywność szkolną, przyczyniają się do powstawania trudności. W przypadkach skrajnych mimo największych starań dzieci nie są zdolne osiągnąć tego, co ich rówieśnicy. Dodatkowa niedogodność to brak zainteresowania rodziców problemami dziecka w nauce i brak współpracy ze szkołą. Taka mała istota bywa pozostawiona sama sobie, zagubiona i niemająca oparcia w nikim. Niejednokrotnie w rodzinach dysfunkcyjnych dzieci muszą przejmować obowiązki dorosłych i pełnią w nich różne role, które są wymuszane na nich przez zaistniałą sytuację, np.:
- „bohater” – czyli osoba odpowiedzialna za młodsze rodzeństwo, sprawująca nad nim opiekę, zajmująca się obowiązkami domowymi;
- „błazen” – mający za zadanie rozładowywać sytuacje stresowe w rodzinie, dbający o dobry nastrój rodzica będącego agresorem.
- „dziecko we mgle” – mające swój świat, w którym czuje się bezpiecznie, niezauważane przez nikogo, nie nawiązujące kontaktów, radzące sobie na miarę możliwości.

Nietrudno w takich warunkach o zaburzenia emocjonalne i trudności w nauce. Bywają też takie rodziny, gdzie nie występuje patologia, warunki materialne są dobre, natomiast rodzice przejawiają nadopiekuńczą postawę wobec dzieci. Takie zachowania również wpływają niekorzystnie na rozwój emocjonalny dziecka, brak pewności siebie, niemożność podejmowania decyzji nawet w drobnych sprawach związanych z codziennym funkcjonowaniem w szkole. Bywają też rodzice bardzo ambitni, mający wygórowane wymagania i ambicje wobec potomstwa, zupełnie nie uwzględniając ich realnych możliwości intelektualnych i fizycznych. Żadna ocena i osiągnięcie dziecka nie jest dla nich zadowalające, nie chwalą je, lecz stawiają coraz wyżej poprzeczkę. Zasypują dzieci różnymi dodatkowymi zajęciami. Ich potomstwo musi być najlepsze, bez względu na cenę, jaka musi zapłacić. W pewnym sensie przerzucają swoje niespełnione marzenia na potomstwo. Nie liczą się z emocjami i możliwościami dzieci, ciągle czują niedosyt. Takie dzieci na pewno pozbawione są szczęśliwego dzieciństwa.

### Pozycja dziecka w zespole klasowym
Jest kolejnym czynnikiem mogącym wpływać na trudności szkolne. Uczeń, który jest wyśmiewany lub w jakiś inny sposób poniżany przez kolegów, nie lubi szkoły, a co za tym idzie chętnie skorzysta z każdej sposobności, by opuścić zajęcia szkolne. Ponieważ nie ma kolegów, więc nie będzie miał kogo zapytać o to, co było na lekcjach i jaka jest praca domowa. Zaległości się nawarstwiają i niechęć do szkoły wzrasta. Rodzi się strach, a z biegiem czasu może się to przerodzić w fobię szkolną.

### Czynniki biologiczne
Ogólny stan zdrowia dziecka jest ważny. Jego zły stan powoduje szybsze nużenie się, szybsze zmęczenie i obniżenie ogólnej wydolności.
- wady wzroku, słuchu oraz zaburzenia motoryczne utrudniają dziecku odbiór informacji i wykonywanie określonych zadań.
- nadpobudliwość psychoruchowo wiąże się z ich nadmierną ruchliwością. Może to być ADHD. Dzieci te z trudem koncentrują uwagę, niechętnie zajmują się dłużej jedną czynnością, często przerywają ją, choć nie została zakończona. Osłabione są u nich procesy analizy i syntezy, zdolność planowania oraz realizacja długoterminowych zamierzeń. Pędzą za nowością, cechuje ich brak systematyczności i wzmożona emocjonalność. W efekcie rezultaty ich pracy są niższe od oczekiwanych. W szkole dzieciom tym trudno przystosować się do ustalonego porządku, nie przestrzegają norm, brakuje im wytrwałości, przeszkadzają innym i miewają ataki agresji.
- problem związany z powolnością działania, czyli ze słabym rozwojem psychomotorycznym, dzieci te nie nadążają za tokiem lekcji i w związku z tym nie uczestniczą w niej, a wywołane przez nauczyciela do odpowiedzi zachowują się bezradnie, ponieważ nagła zmiana sytuacji wprawia je w stan zahamowania, nie mają nic do powiedzenia. Spotykają się z krytyką nauczyciela. Tego rodzaju niepowodzenia sprawiają, że kolejne wypowiedzi na lekcji stają się coraz trudniejsze. Chociaż dziecko odrabia lekcje i w domu wykazuje zadowalające opanowanie materiału, w szkole zachowuje się bezradnie wobec pytań nauczyciela.
- zaburzenia w funkcjonowaniu procesów poznawczych u dzieci również wpływają na powstawanie niepowodzeń szkolnych. W przypadku tych zaburzeń pojawia się u ucznia brak motywacji do nauki, powolne tempo myślenia, zdolność do powierzchownego uogólniania oraz szybkie męczenie się wykonywana pracą umysłową.
- obniżona sprawność manualna w przypadku obniżenia sprawności rąk trudności występują przede wszystkim w uczeniu się pisania, rysowaniu, lepieniu i wycinaniu. W przypadku obniżenia rozwoju ruchowego dzieci wykazują niższą sprawność motoryczną na lekcjach wychowania fizycznego, gdzie proste ćwiczenia mogą stanowić problem. W związku ze wzrostem niepożądanych napięć pogłębiają się trudności w sferze ruchowej i na skutek tego powstają problemy wychowawcze.

### Czynniki pedagogiczne
Szkoła stawia wysokie wymagania zarówno uczniom, jak i ich rodzicom. Dodatkowo liczebność klas często jest zbyt duża, co uniemożliwia indywidualizację procesu nauczania, kontakt z uczniami oraz systematyczne sprawdzanie prac domowych, postępów w przyswajaniu wiedzy i jej utrwalaniu, skutkiem czego są luki w wiadomościach. Nauczyciel w licznej klasie nie ma możliwości poznania uczniów i dostosowania form oraz metod pracy do ich potrzeb. Nie znajduje czasu na wnikliwą obserwację swoich podopiecznych i często, gdy ma scharakteryzować ucznia nie potrafi powiedzieć prawie nic na jego temat, poza postępami w nauce. Niejednokrotnie nie zna środowiska domowego dziecka, nie wie czym ono się interesuje, jakie ma pasje itp. Dlatego zdarza się, że jego postawa w stosunku do wychowanków jest niewłaściwa. Bywają takie sytuacje, że nauczyciel nie przygotowuje się odpowiednio do zajęć, niewłaściwie organizuje lekcję, nawet popełnia błędy metodyczne. Wszystkie te czynniki powodują pojawianie się lub nawarstwianie trudności szkolnych.